# Ray Stevenson
George Raymond (Ray) Stevenson, född 25 maj 1964 i Lisburn på Nordirland, död 21 maj 2023 i Lacco Ameno på Ischia, Campania, Italien, var en brittisk skådespelare.  
Stevenson växte upp i Newcastle från åtta års ålder och arbetade först som inredningsdesigner. Han utbildade sig till skådespelare vid Bristol Old Vic Theater School. Hans mest kända roller är som riddaren Dagonet i King Arthur (2004) och som den romerska legionären Titus Pullo i TV-serien Rome (2005–2007). Han har även gjort ett flertal roller i olika TV-serier som Mördare okänd (Waking the Dead 2004), Ett fall för Dalziel & Pascoe (2001) och Läkarna på landet (Peak Practice 1997). 
Han hade huvudrollen i filmen Punisher: War Zone (2008). Andra filmer han har medverkat i är; Thor (2011), G.I. Joe: Retaliation (2012) och Thor: The Dark World (2013).

## Filmografi i urval
- 1997 – Läkarna på landet, avsnitt Home Truths (gästroll i TV-serie)
- 2001 – Ett fall för Dalziel & Pascoe, avsnitt Truth and Consequences (gästroll i TV-serie)
- 2004 – King Arthur
- 2004 – Mördare okänd (TV-serie) (gästroll i dubbelavsnitt)
- 2005–2007 – Rome (TV-serie)
- 2008 – Punisher: War Zone
- 2010 – The Book of Eli
- 2010 – The Other Guys
- 2011 – Thor
- 2011 – The Three Musketeers
- 2012 – Dexter (TV-serie)
- 2012 – G.I. Joe: Retaliation
- 2013 – Thor: The Dark World
- 2014 – Divergent
- 2014 – Big Game
- 2015 – Insurgent
- 2015 – The Transporter Refueled
- 2016 – Allegiant
- 2016 – Black Sails (TV-serie)
- 2016–2017 – Star Wars Rebels (TV-serie) (röst)
- 2017 – Thor: Ragnarök
- 2017 – Rellik (TV-serie)
- 2020 – Vikings (TV-serie)
- 2020 – Star Wars: The Clone Wars (TV-serie) (röst)
- 2023 – Ahsoka (TV-serie)
- 2024 – Canary Black (posthumous)